# Blå bodarna samt Gula och Gröna gången

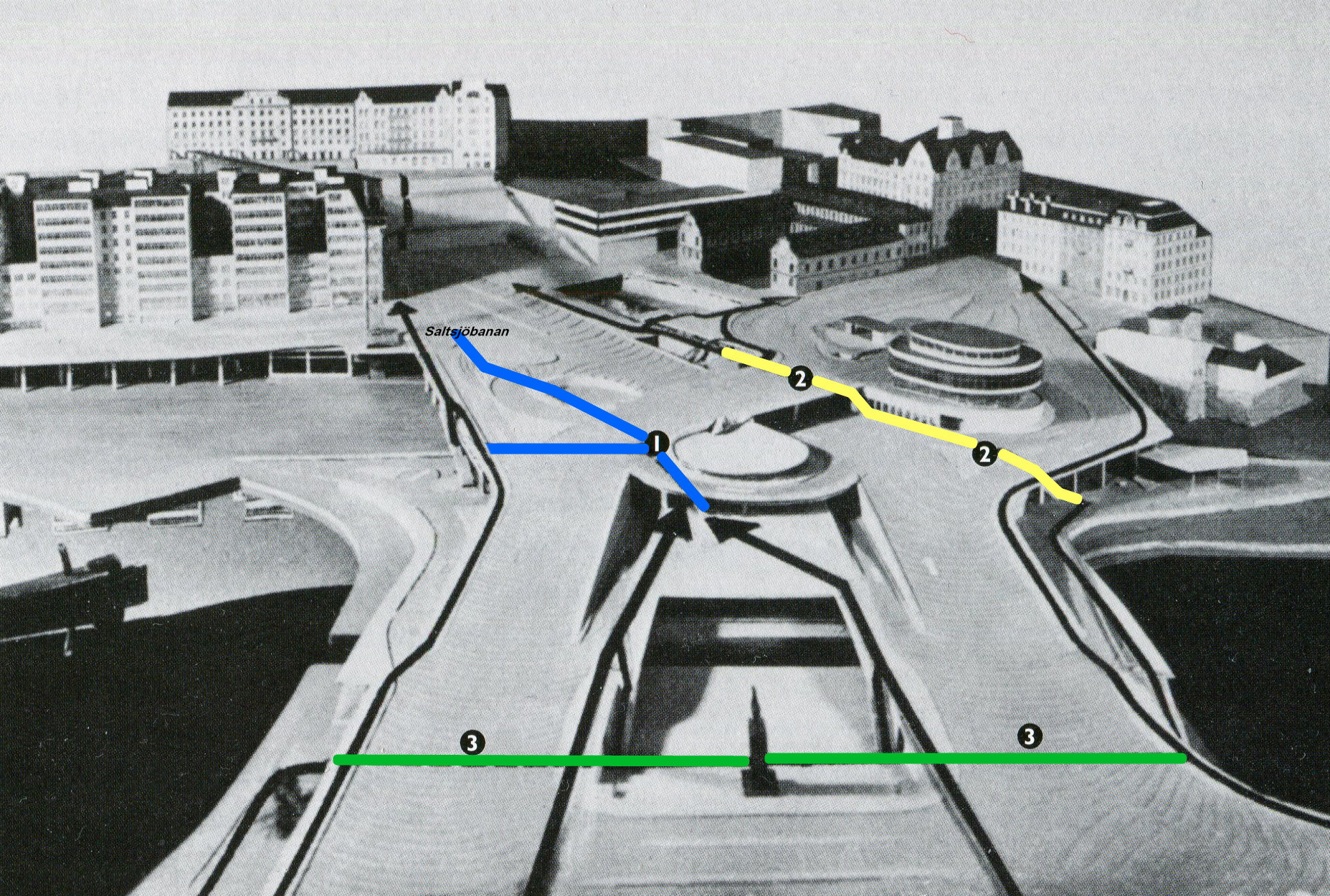
Modell över Slussens trafikplats, vy mot syd.
1: Blå bodarna, 2: Gula gången, 3: Gröna gången.

Blå bodarna var tillsammans med Gröna gången och Gula gången ett system av gångtunnlar genom trafikanläggningen Slussen i Stockholm. De fick sina namn 1935 och skildes åt genom färgen på väggarnas kakelbeklädnad. De stängdes av under januari 2016 inför rivningen av Slussen under Projekt Slussen.

## Bakgrund
När Slussens trafikapparat planerades i början av 1930-talet av arkitekten Tage William-Olsson och ingenjören Gösta Lundborg räknade man med att cirka 60 000 fotgängare dagligen skulle passera området. Det visade sig dock att separeringen mellan gång- och fordonstrafik inte fått tillräcklig uppmärksamhet i planeringen. Risken fanns att gående skulle behöva korsa gator eller irra bort sig i anonyma gångar. För att lösa problemet inkom bland annat KTHs arkitekturstudenter med förslag för ett bilfritt system av gångförbindelser. Det slutgiltiga resultatet blev tre huvudstråk som kallades Blå bodarna, Gröna gången och Gula gången. För cyklisterna planerades ingen trafikseparering utan de fick samsas med fordonstrafiken.

## Namngivning och kaklet

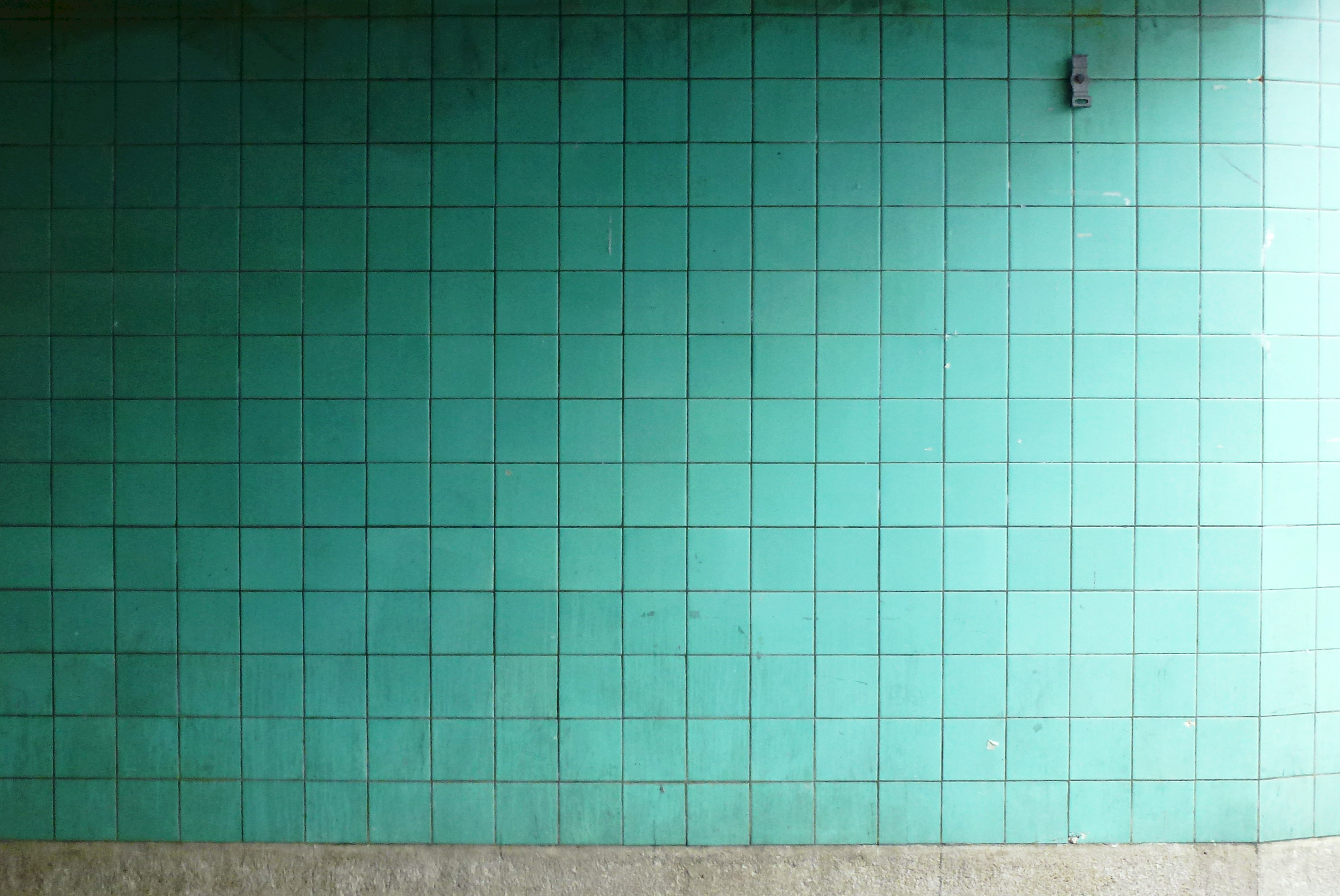
Kaklet i "Gröna gången".

År 1935 lämnade Stockholms namnberedning sitt förslag till namn på tre gångvägar genom slussenanläggningen. Då anknöt man till äldre namn, exempelvis ”Blåa Slussen” (eller Blå Slussen) som avsåg Christopher Polhems sluss och avbildades 1790 av Johan Petter Cumelin. Polhems sluss var utrustad med två vindbryggor. Den västra kallades "Röda Slussen" och flankerades av fyra torn i rött tegel där maskineriet för vindbryggan fanns. 
Den östra vindbryggan var mindre och kallades "Blå Slussen" efter den blåmålade upphissningsanordningen. Blå Slussen skulle sedermera ge namn åt gångtunneln Blå bodarna. I slutet av 1700- och början av 1800-talet förekom även ”Gröna Gången” i området. Gröna Gången var en långsmal byggnad ”af sten och Korsvirke” som 1763 låg strax intill Polhems sluss.
Analogt med dessa namn skapades ”Gröna gången” och ”Gula gången” medan Blå Slussen blev till ”Blå bodarna” eftersom den skulle inrymma affärer. För att hålla isär passagerna beslöts att klä väggarna med glaserade, frostbeständiga kakelplattor i ljusblå, grön respektive gul kulör. Kakelplattorna hade ett format av 148x148x9 millimeter och tillverkades vid IFÖ-verken i Skåne och glaserades på Uppsala-Ekebys fabrik i Uppsala. Materialet visade sig vara oömt och lättskött. Kakelplattorna klarade såväl klotter som hård rengöring och blev aldrig utbytta.

## Passagerna

### Blå bodarna
Koordinater: 59°19′15.3″N 18°4′22.2″Ö / 59.320917°N 18.072833°Ö

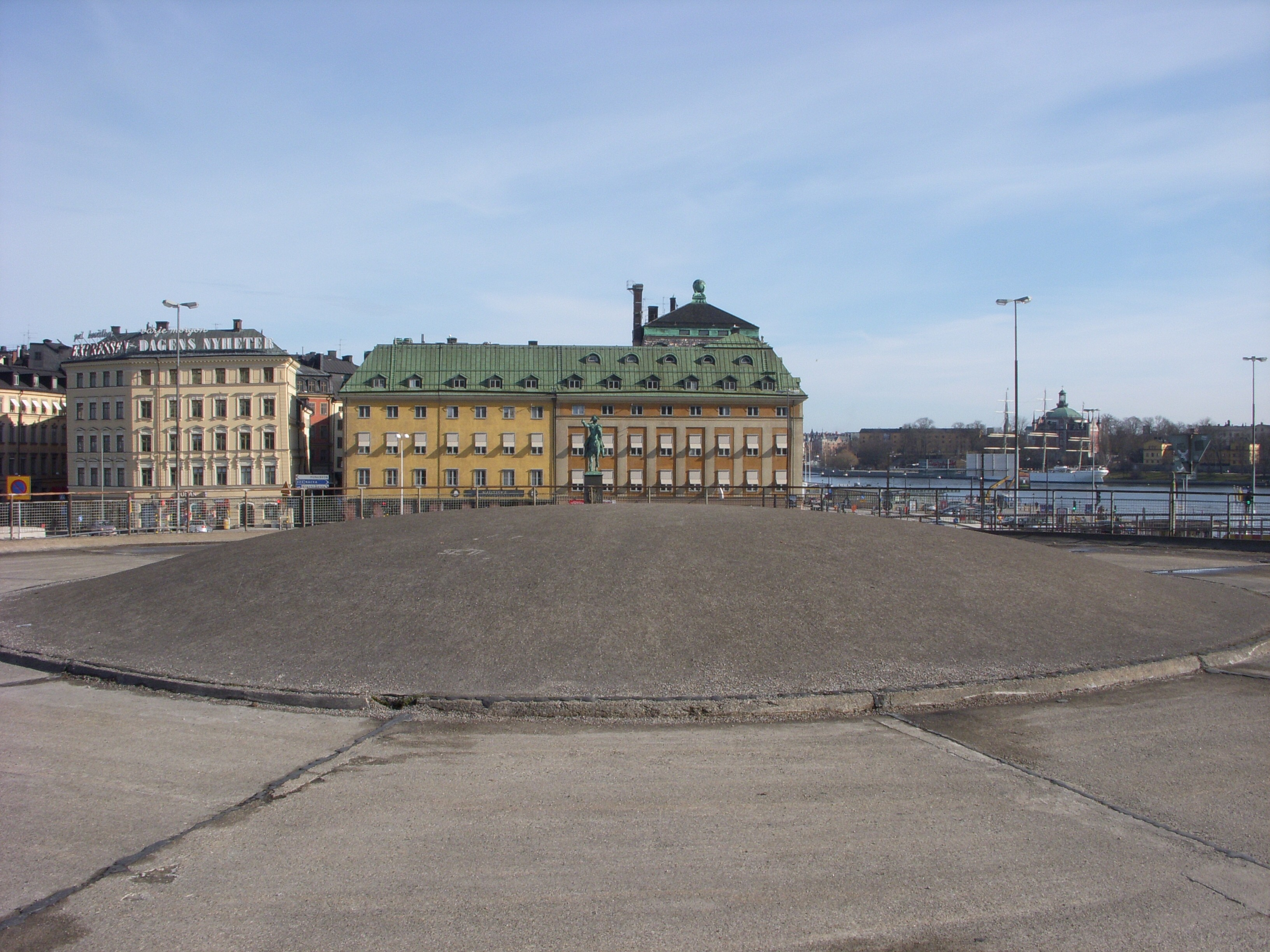
Blå bodarnas kupol från utsidan.

Blå bodarna sträckte sig under Slussens östra del mellan Slussterrassen och Katarinavägen, samt vidare via en underjordisk gångbro till Saltsjöbanan. Från Norra slingan ledde även en trappa ner till Blå bodarna. Affärerna låg samlade under en kupol, mitt i Slussenkarusellen. Här fanns bland annat Ritzlers damfrisering, en blomsterbutik, fruktaffär, handskaffär, café och biljettkontor för teatrarna. Dessutom ett utställningsutrymme för Marabou "demonstrationslokal för tillverkning av konfekt m.m." och en tobaks- och tidningshandel. Varuhuset Åhlén & Holm hade en filial och Stockholms gasverk en utställningslokal. Med fasad mot Slussterrassen låg en depeschbyrå för Stockholms-Tidningen och Aftonbladet.
Kupolen hade en diameter av 13,5 meter och pilhöjd om cirka 1,0 meter och bars upp av runda stålpelare. Kupolens tak släppte ursprungligen in dagsljus genom ungefär 3 000 cirkelrunda glasbetongblock av fabrikat Coupolux. Det gav så mycket ljus att det rådde dagsljusförhållanden under kupolen. Blå bodarnas tak var därmed ett exempel på tidig användning av glasbetong i kupoler med stora spännvidder. På ett samtida vykort, utgiven av Axel Eliassons Konstförlag, framträder kupolen som ett överdimensionerat fasettöga, som betraktas av nyfikna gångtrafikanter. På utsidan fortsatte skyltfönster under en av Slussens ramper (Norra slingan). Butikernas dörrar och fönsterpartier var tillverkade i anodiserad aluminium som för första gången användes i Sverige. Neonskyltar och neonpilar visade vägen. Allt var gestaltat av Holger Blom i stram funktionalistisk stil.
På grund av inläckande nederbördsvatten överputsades kupolen 1954 på insidan, och tätades med gummifolie och asfalt på utsidan, varmed rummet förlorade sin tidigare ljusa elegans. Neonskyltarna är borta och under de sista åren var bara någon enstaka affär kvar i väntan på rivning för Nya Slussen. År 2012 hade souvenirjägare börjat plundra det blåa kaklet och i Stadsmuseets butik har blått kakel från Slussen sålts i små påsar.
Historiska bilder, Blå bodarna
(Samma vyer som nedan)

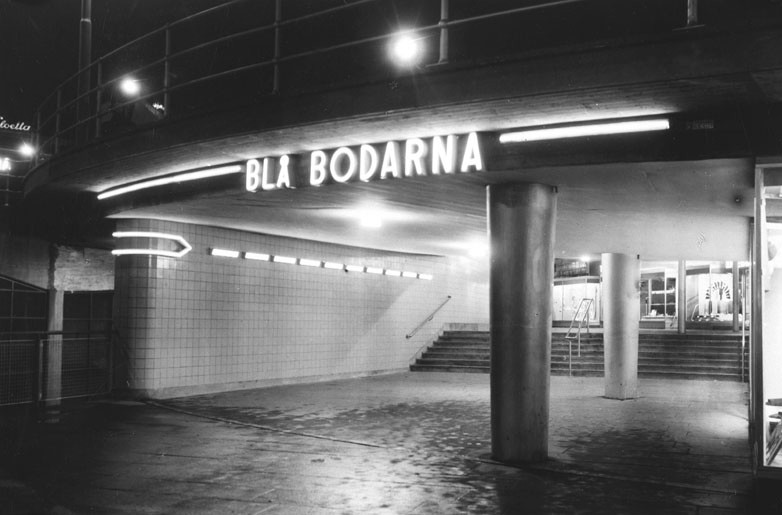
Norra ingången, 1936
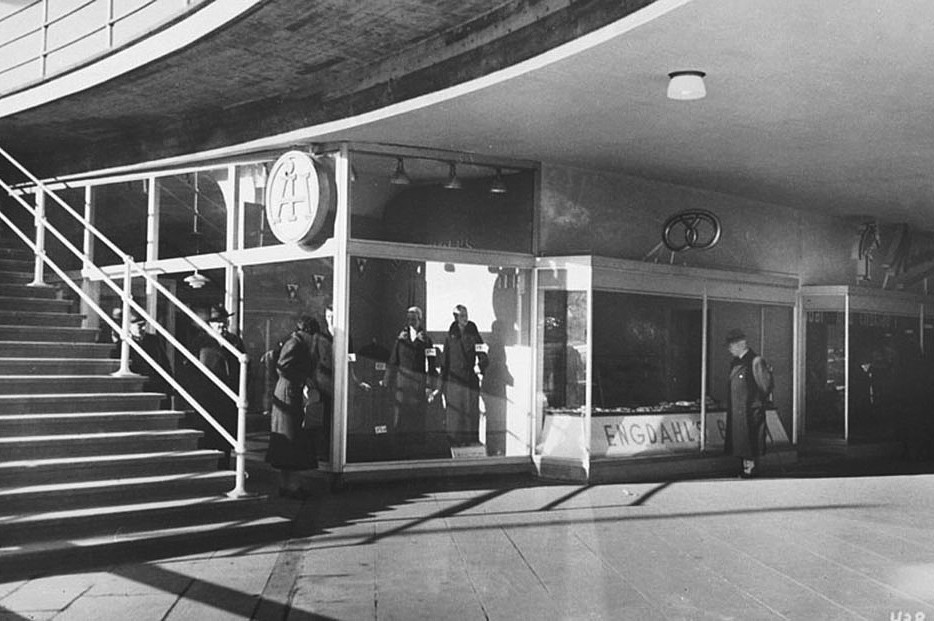
Åhlén & Holms entré, 1939
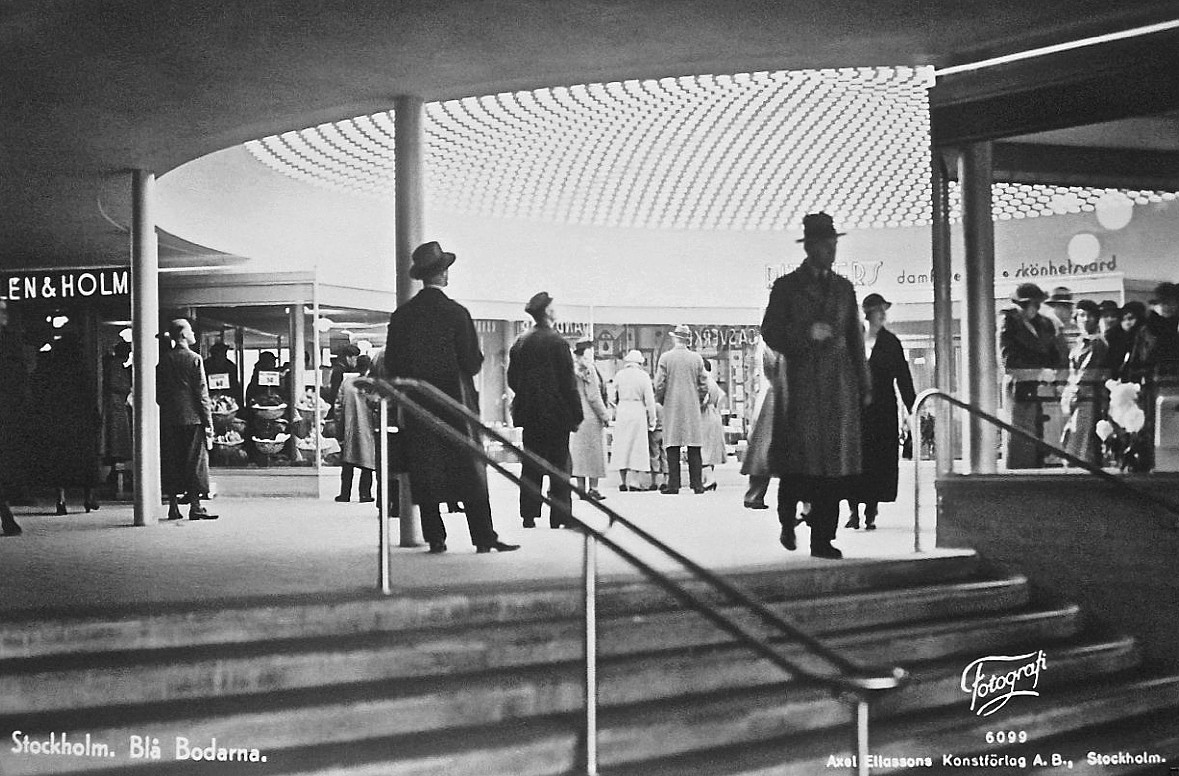
Blå bodarnas glaskupol, 1935
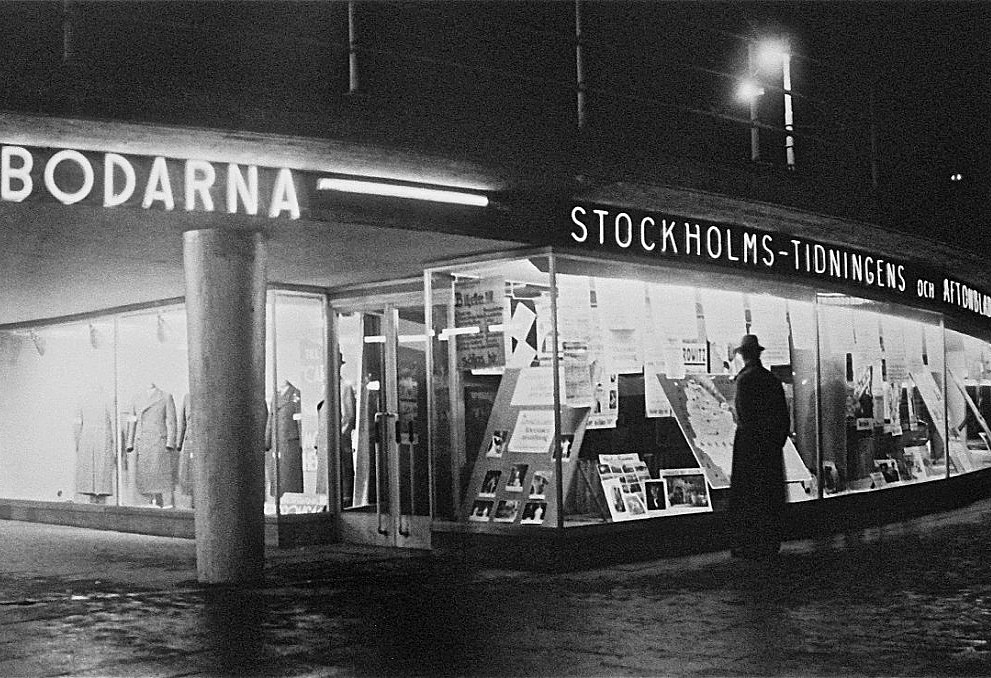
Depeschbyråerna, 1935

Moderna bilder, Blå bodarna
(Samma vyer som ovan)

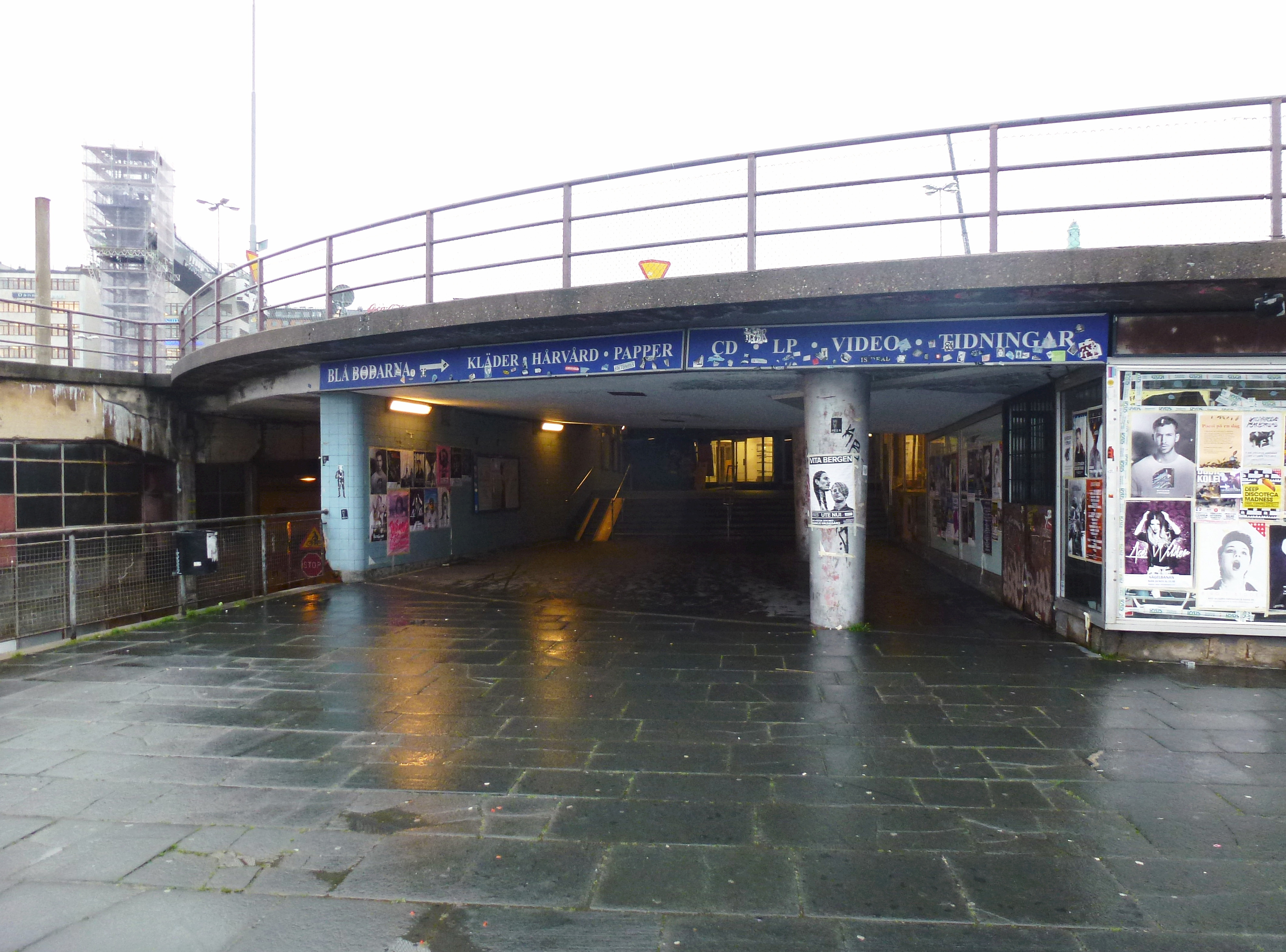
Norra ingången
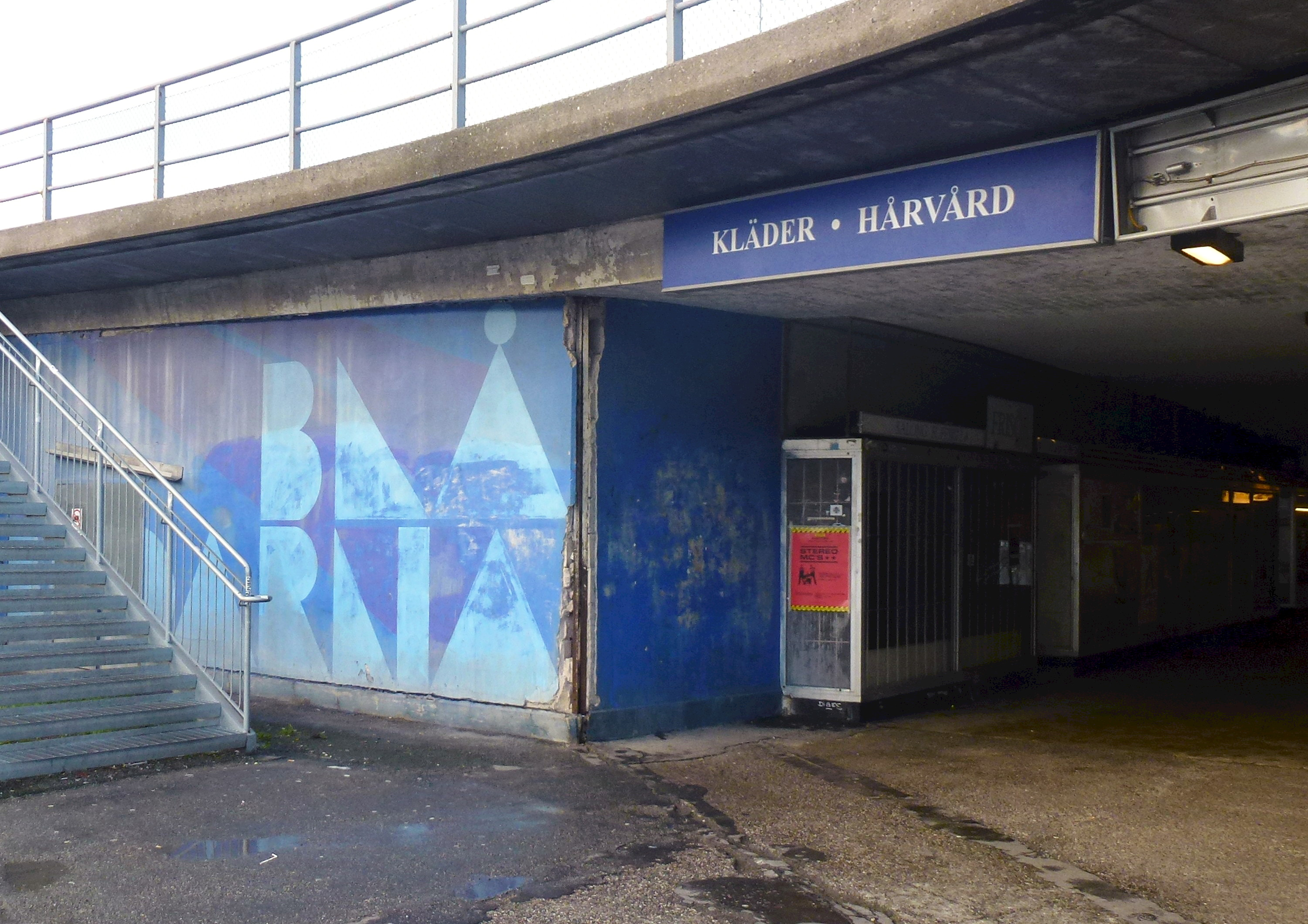
Där Åhlén & Holms låg
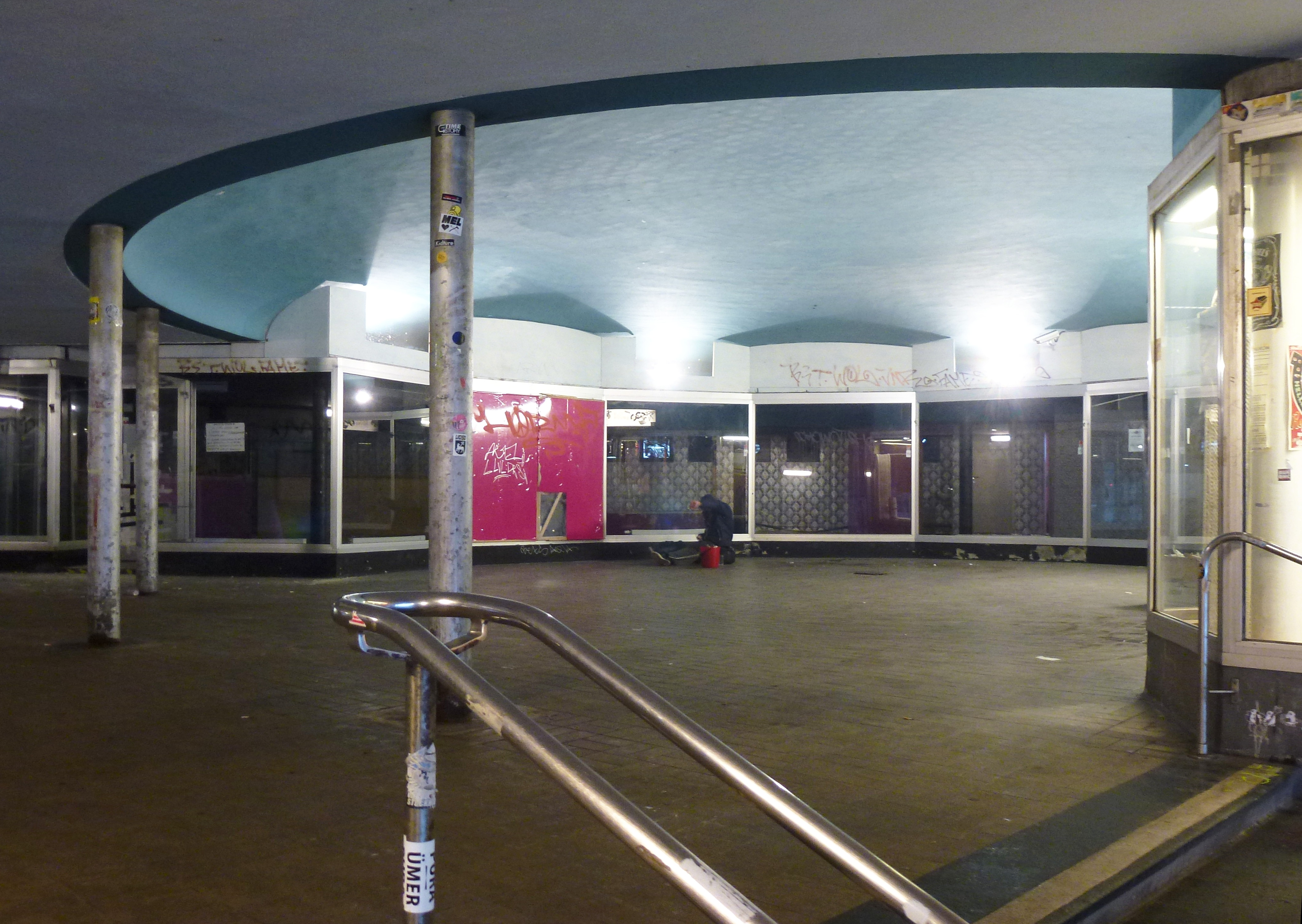
Blå bodarnas täta kupol
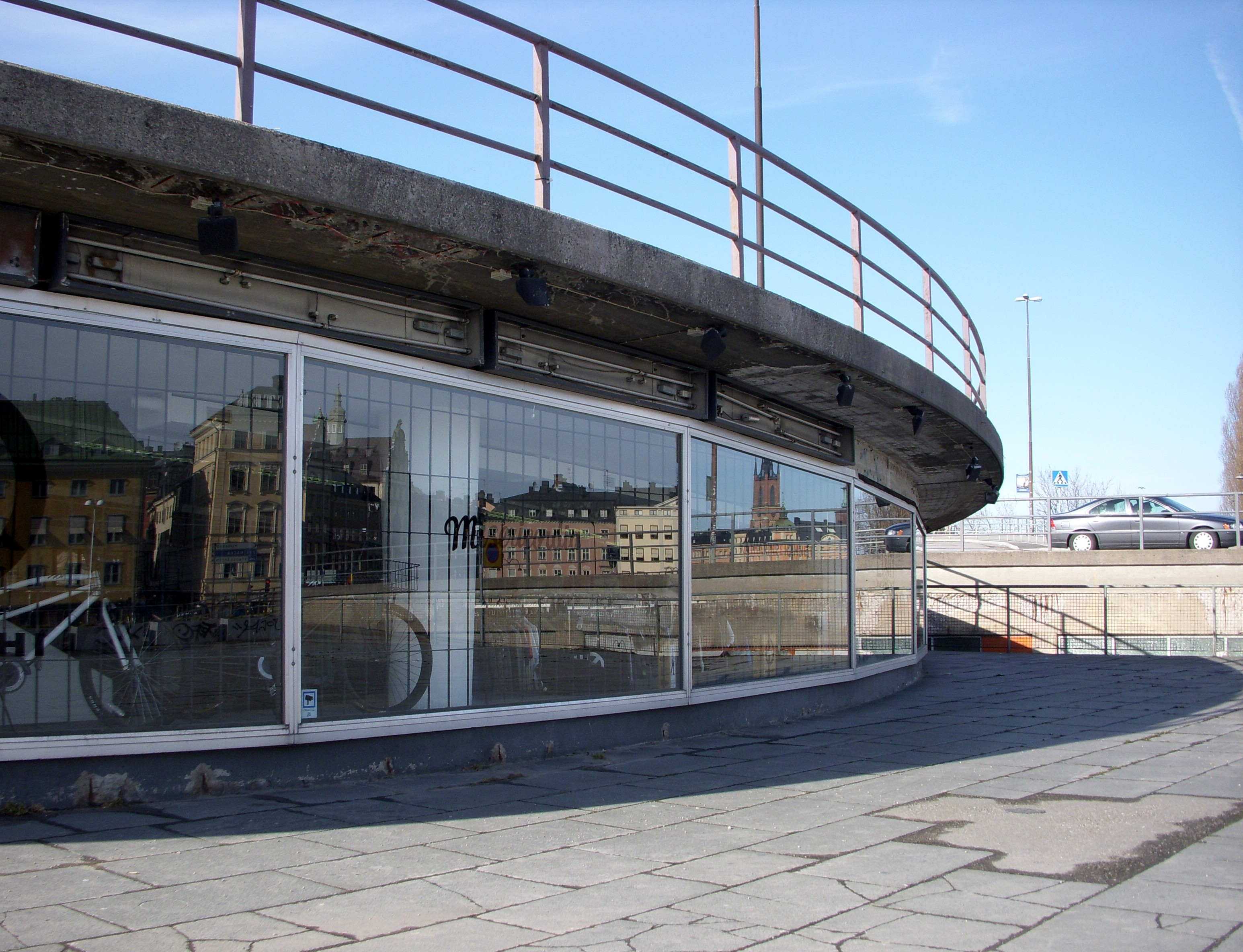
Där depeschbyråerna låg

### Gröna gången
Koordinater: 59°19′18.4″N 18°4′20.1″Ö / 59.321778°N 18.072250°Ö
Gröna gången låg i Slussens norra del. Den bestod av ett östligt och ett västligt avsnitt med Karl Johans torg där emellan. Gröna gången skapade en gångförbindelse mellan Mälaren (Söderström) och Saltsjön (Franska bukten). Östra delen stängdes av under 2013. 

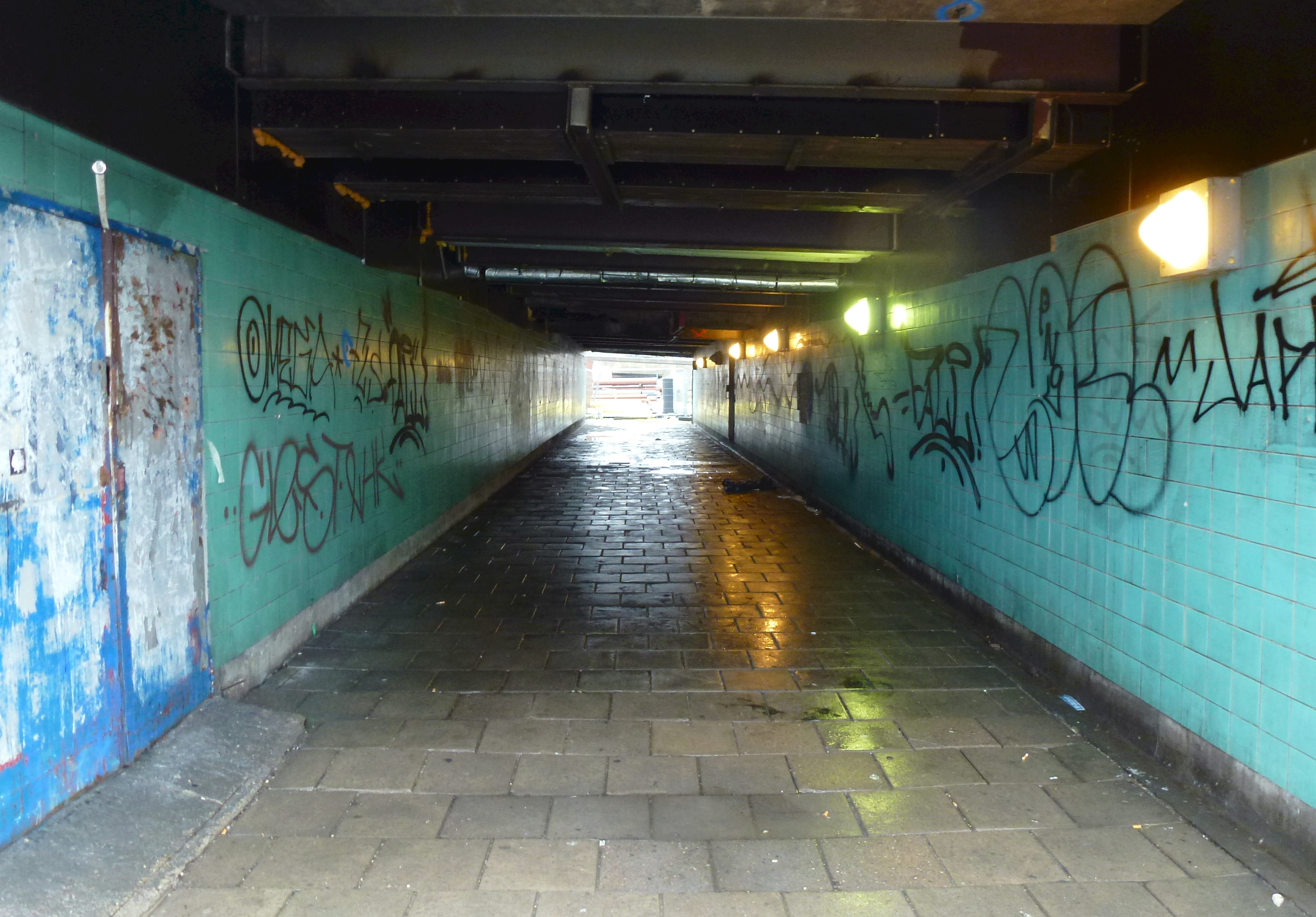
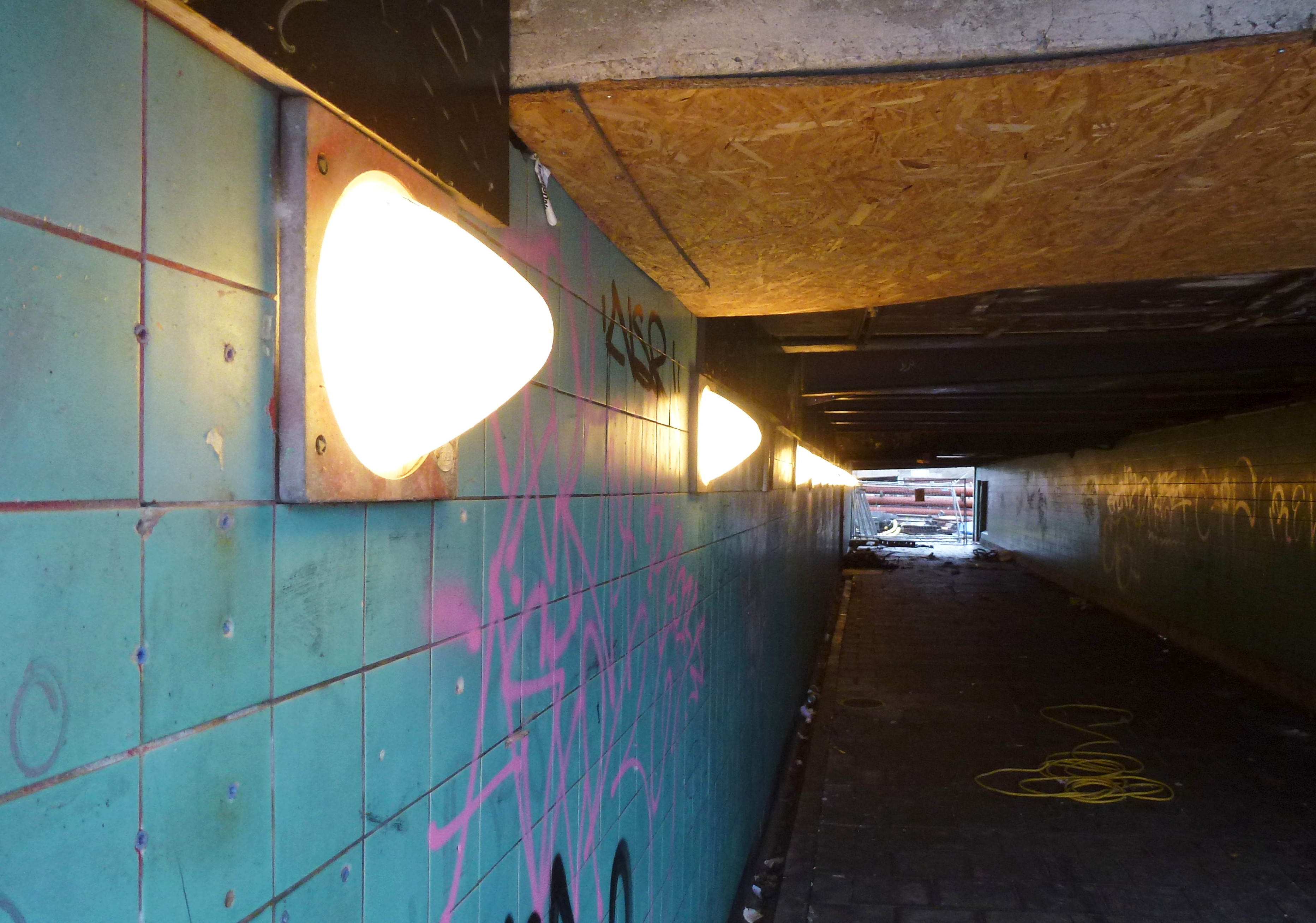
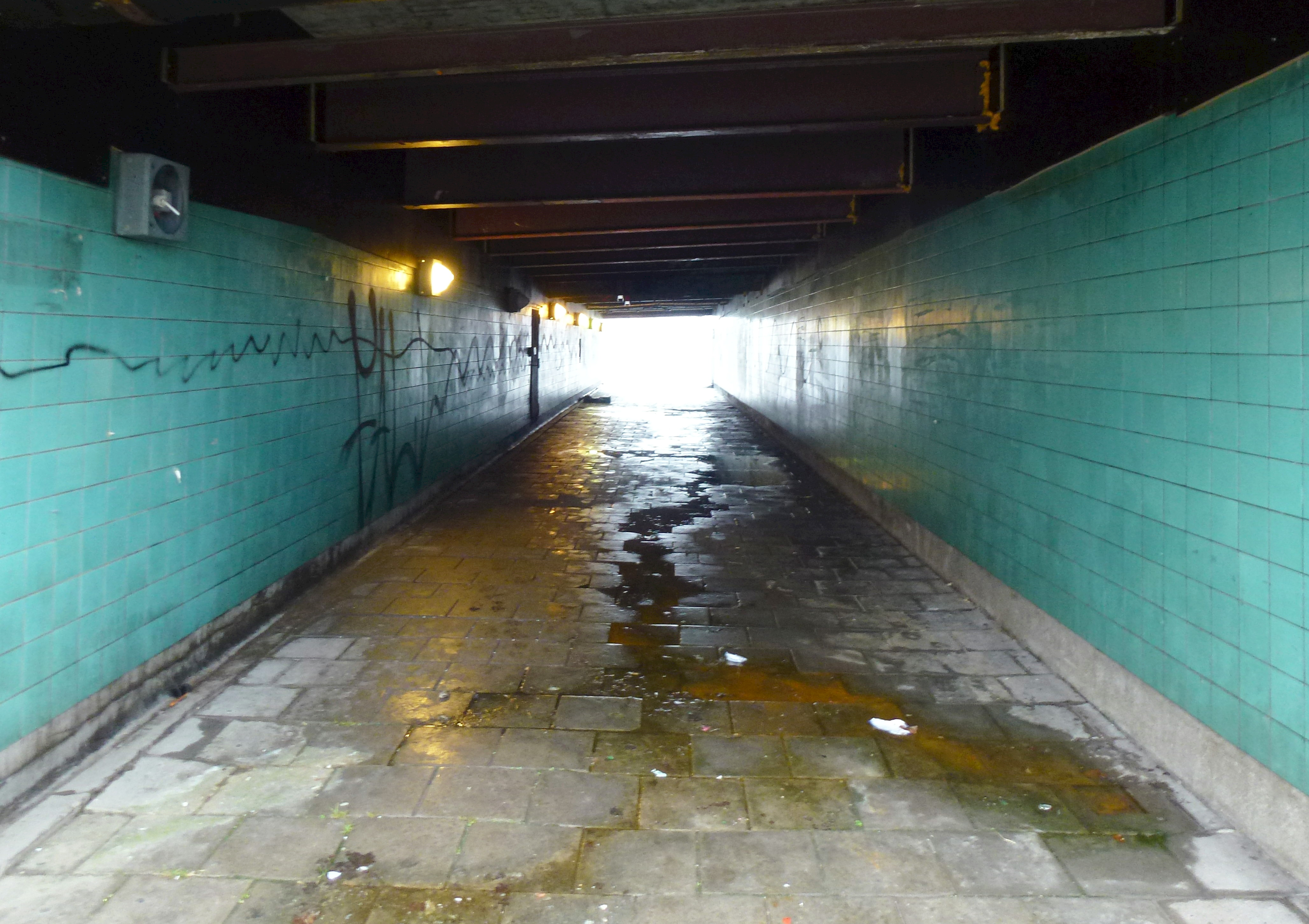
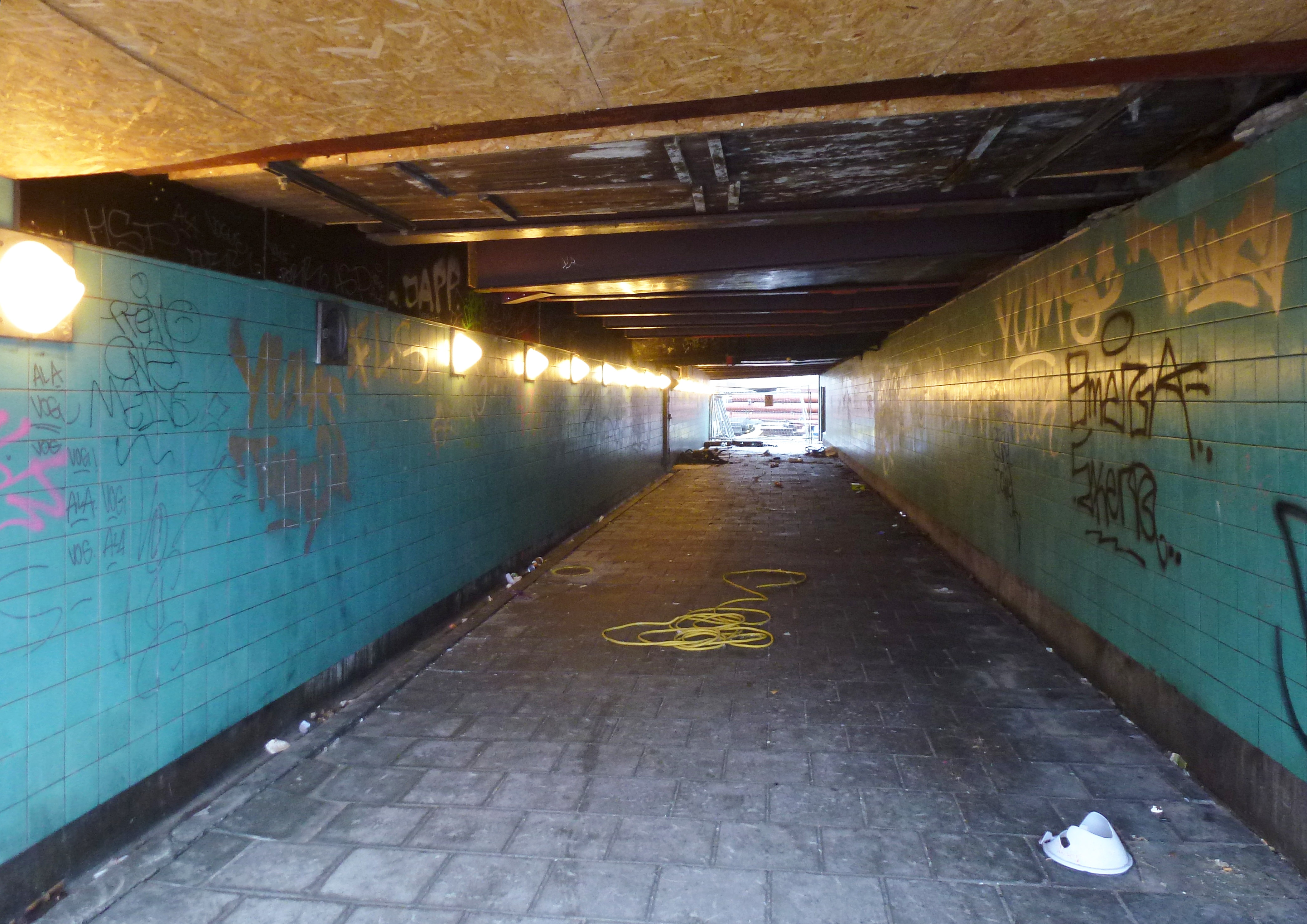

Moderna bilder, Gröna gången

### Gula gången
Koordinater: 59°19′16″N 18°4′17.1″Ö / 59.32111°N 18.071417°Ö
Gula gången låg i Slussens västra del och förband Söder Mälarstrand vid Sjöbergsplan med Katarinavägen och Ryssgården. Från Gula gången ledde trappor ner till Slussens tunnelbanestation och Saltsjöbanan. När Slussen planerades var Gula gången en av huvudstråken för gående. Den bildade en rak förbindelse mellan dåvarande slutstationen för tunnelbanan vid Ryssgården och Söder Mälarstrand varifrån många trafikanter till fots fortsatte mot Gamla stan. Det fanns även ingång till offentliga toaletter och restaurangen Kaffe Baren. 
Ursprungligen ledde en kombinerad trappa och rulltrappa ned till Saltsjöbanans station. Rulltrappan var troligen den första i offentlig utomhusmiljö i Stockholm. I samband med ombyggnad av bussterminalen 1987 revs den raka trappan inklusive rulltrappan och ersattes med en spiraltrappa i betong med bröstning i gul cementmosaik. Gula Gången gick delvis under Kolingsborg och Restaurang Strömmen (före detta Kaffe Barens sommarterrass). Ungefär mitt i gången, på ett vertikalt väggfält ovanför en av trapporna, fanns "Stenmosaik" av Ulf Lauthers från 1964.
Historiska bilder, Gula gången
(Samma vyer som nedan)

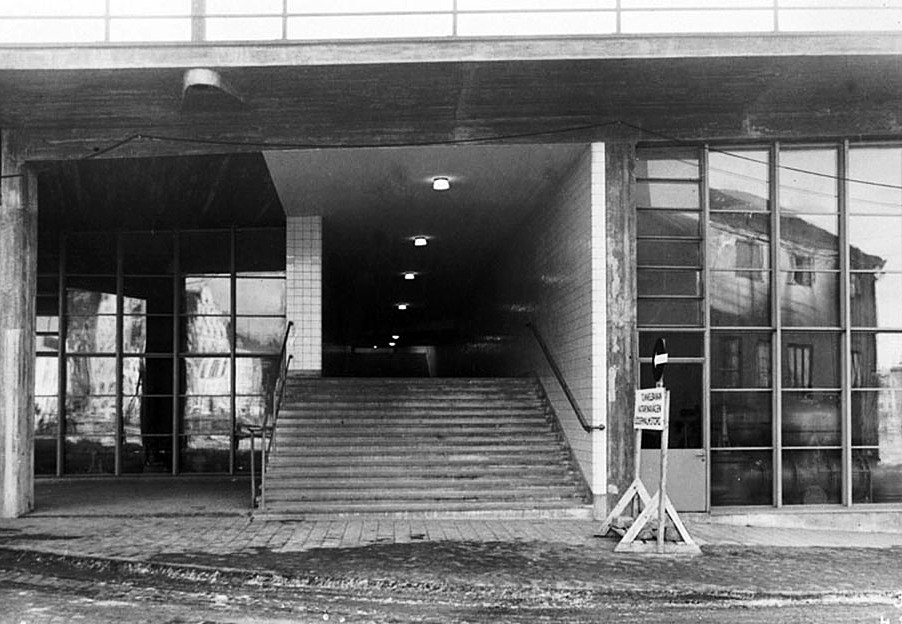
Gula gångens norra ände (närmast Mälaren), 1935
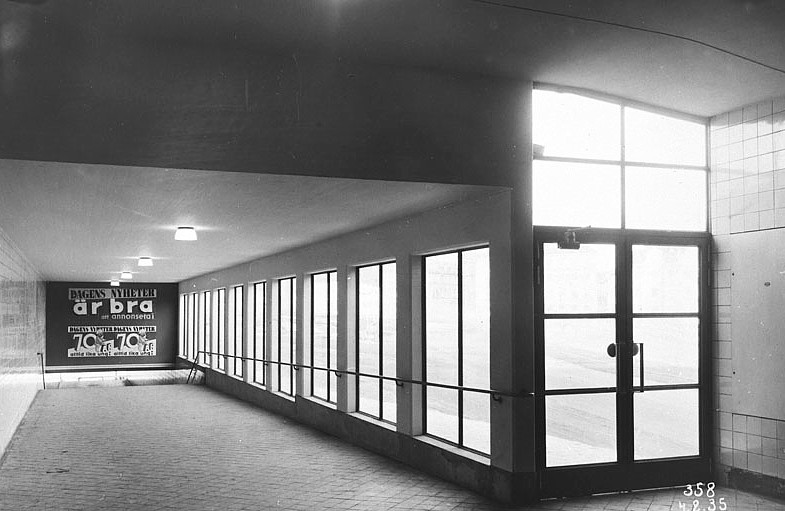
Gula gången norrut, 1935
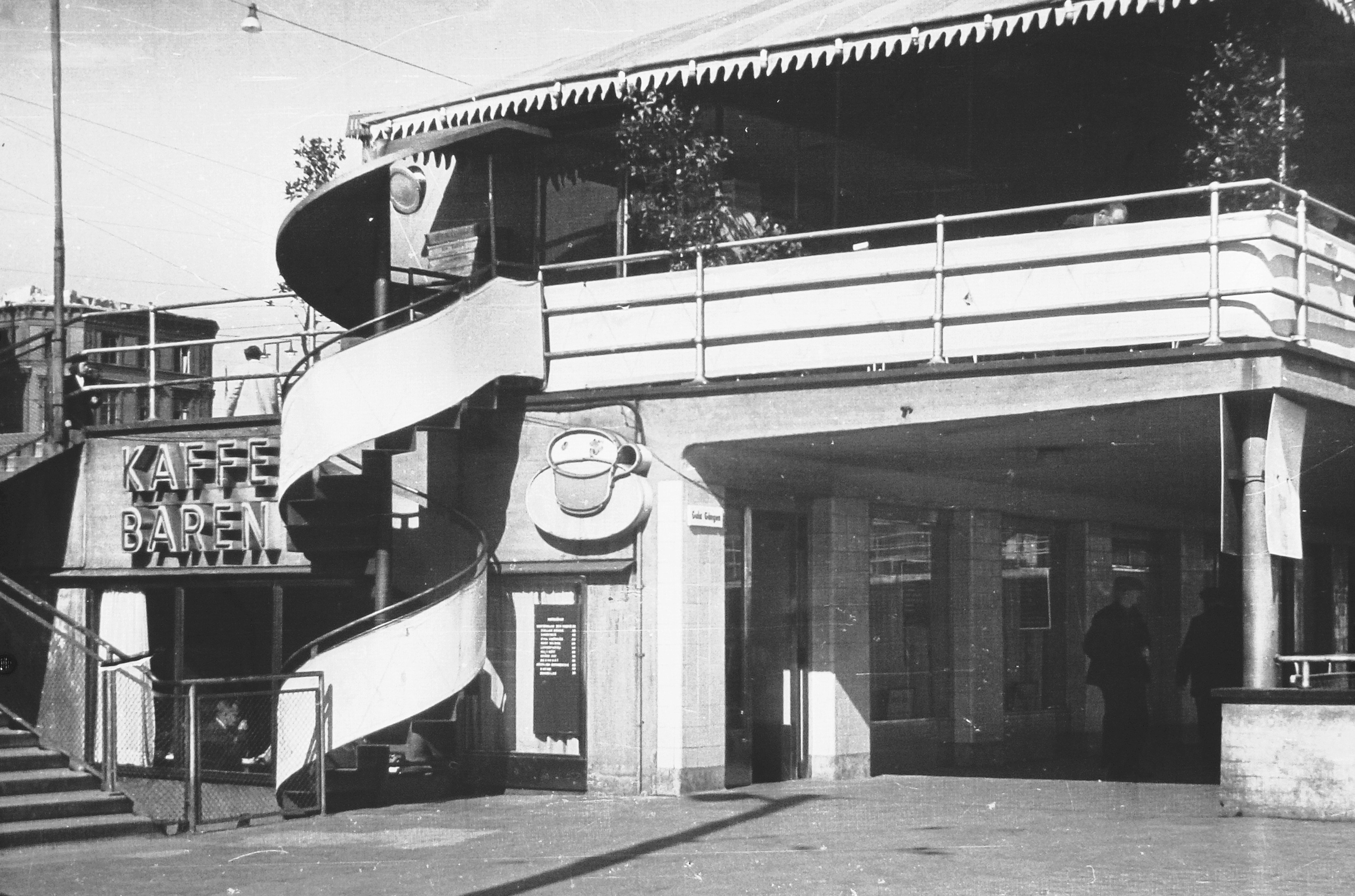
Gula gången vid Kaffe Baren, 1945
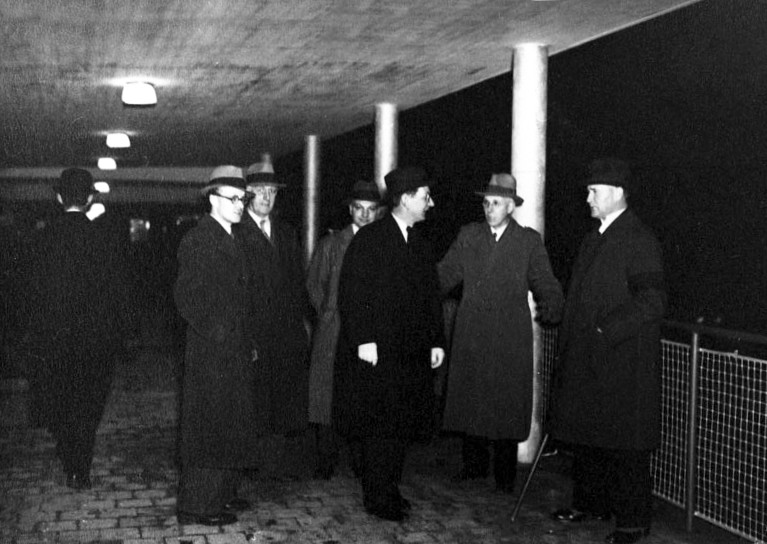
Slussbyggnadskommittén vid pelarstråket

Moderna bilder, Gula gången
(Samma vyer som ovan)

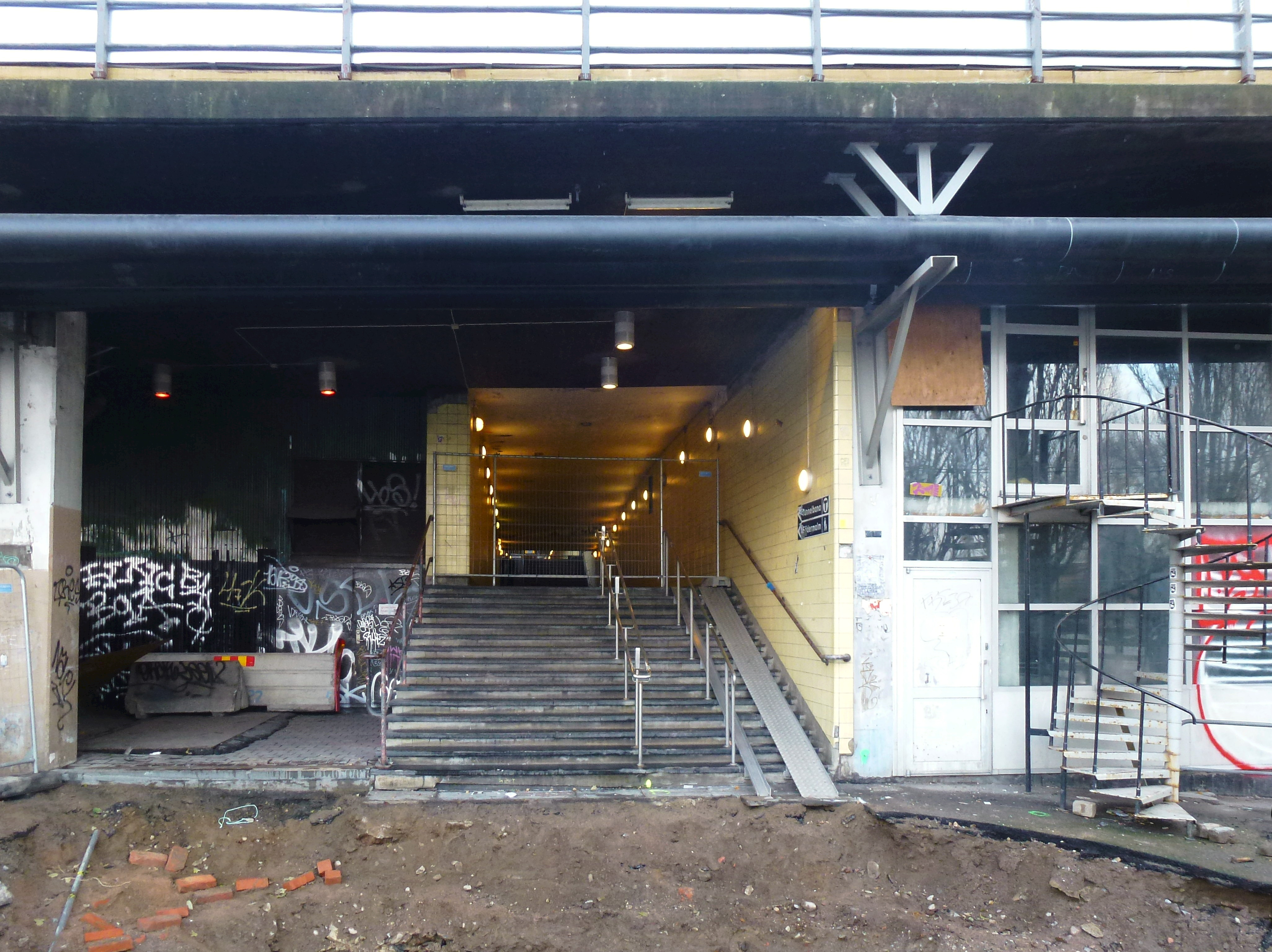
Gula gångens norra ände (närmast Mälaren)
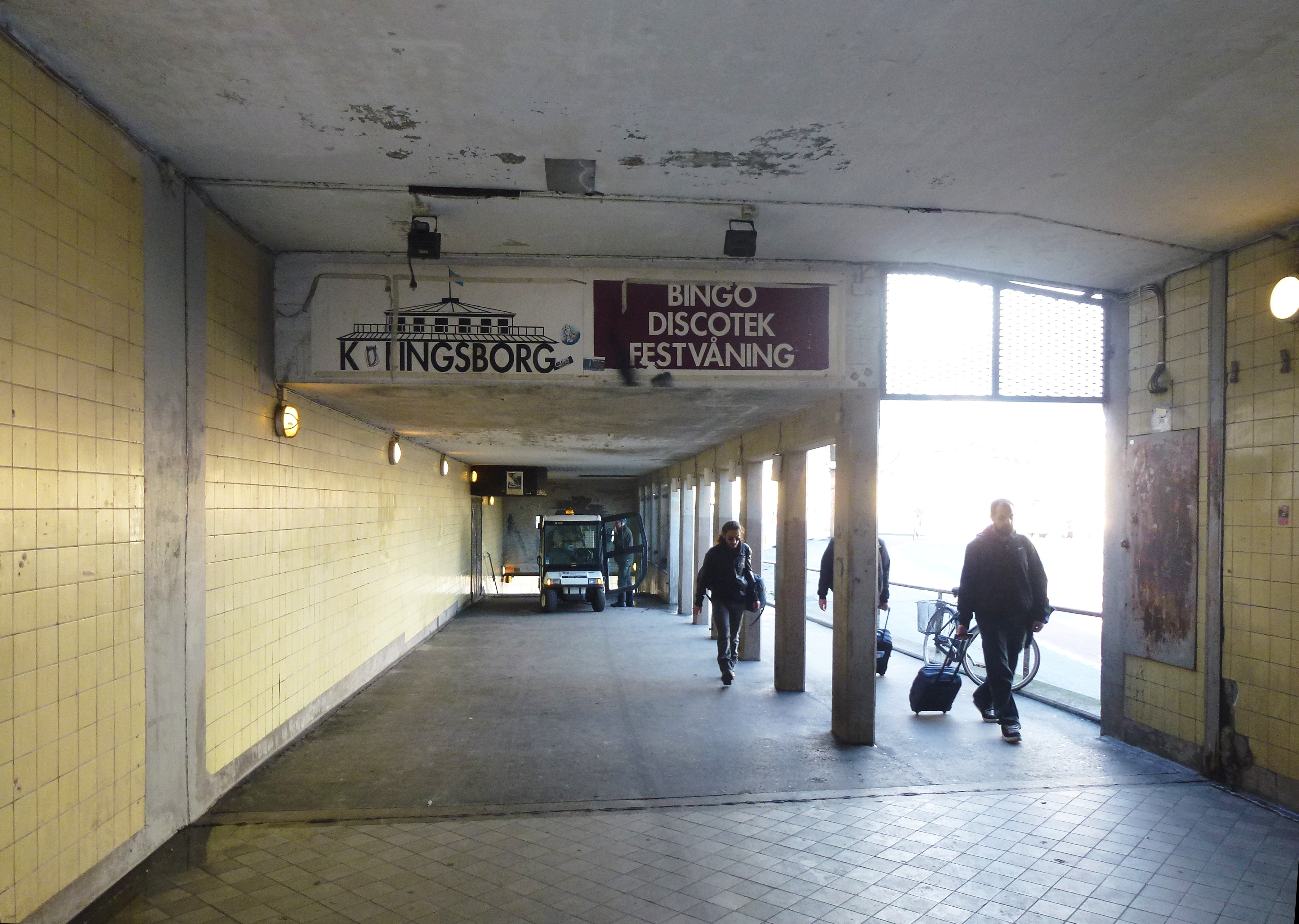
Gula gången norrut
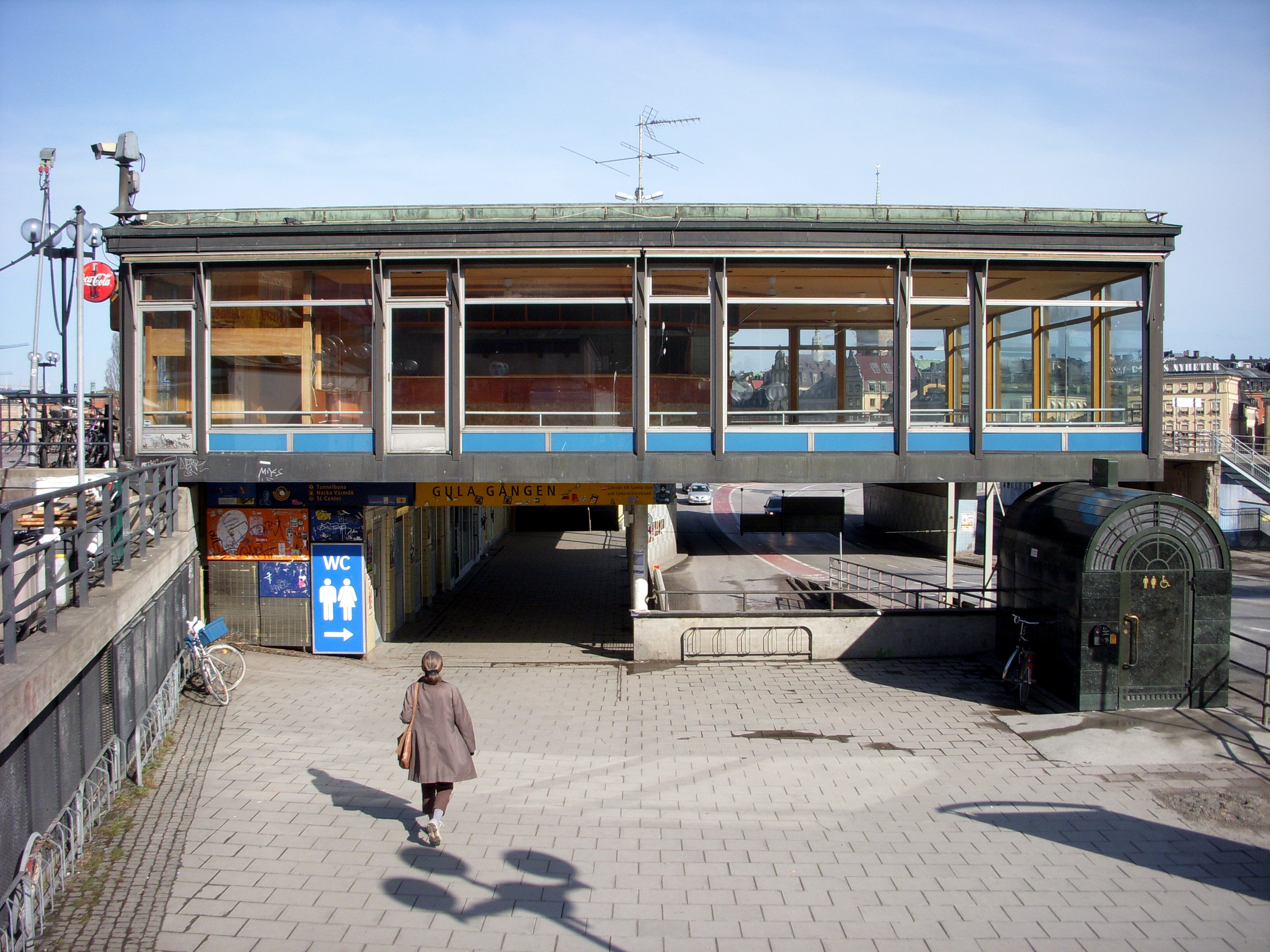
Gula gången vid Restaurang Strömmen
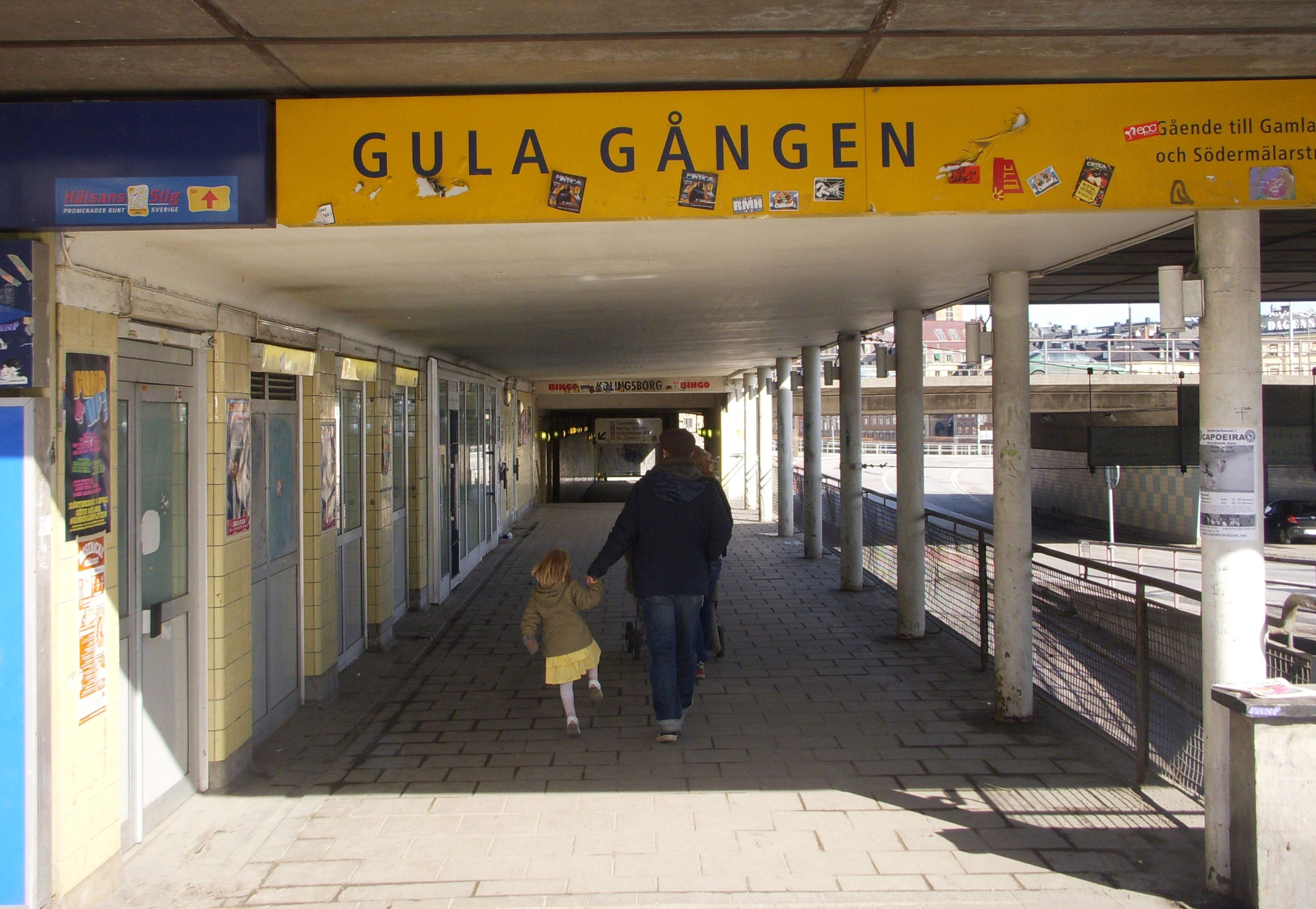
Pelarstråket i Gula gången

## I populärkultur
Omslagsbilderna till albumet Tonårsdrömmar med Noice är tagna i Gula gången.

## Referenser

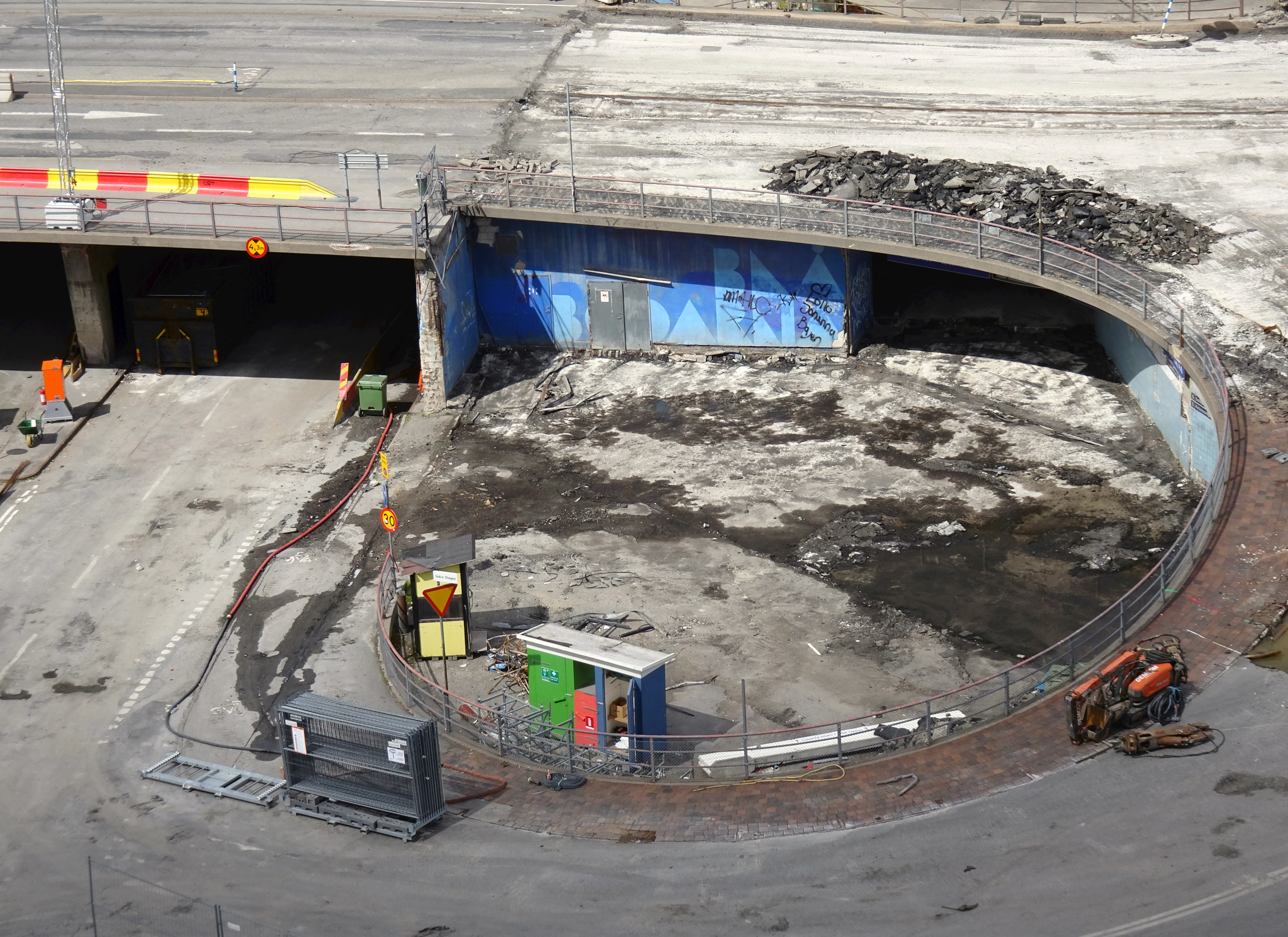
Blå bodarna börjar rivas, juli 2016